# حياة الطيور (كتاب)
حياة الطيور (الانجليزية: Bird Life) هو كتاب كتبه عالم الطيور الأسترالي إيان رولي ونشرته دار نشر كولينز (أستراليا) في عام 1975 كجزء من سلسلة مكتبة الطبيعة الأسترالية.صُمِّم الكتاب بتنسيق «أوكتافو» (224 × 150 مم)، ويحتوي على 284 صفحة، ومغلف بقطعة قماش بنية اللون مع غلاف مضاد للتراب عليها رسمة خرافية رائعة. والكتاب مزود بالعديد من الصور والرسومات والرسوم البيانية وقد أهداه المؤلف: «إلى والدي دنكان رولي الذي أثار اهتمامي بالطيور».

### ملحوظات
1. ↑  Rowley (1975).